# نصب واشنطن

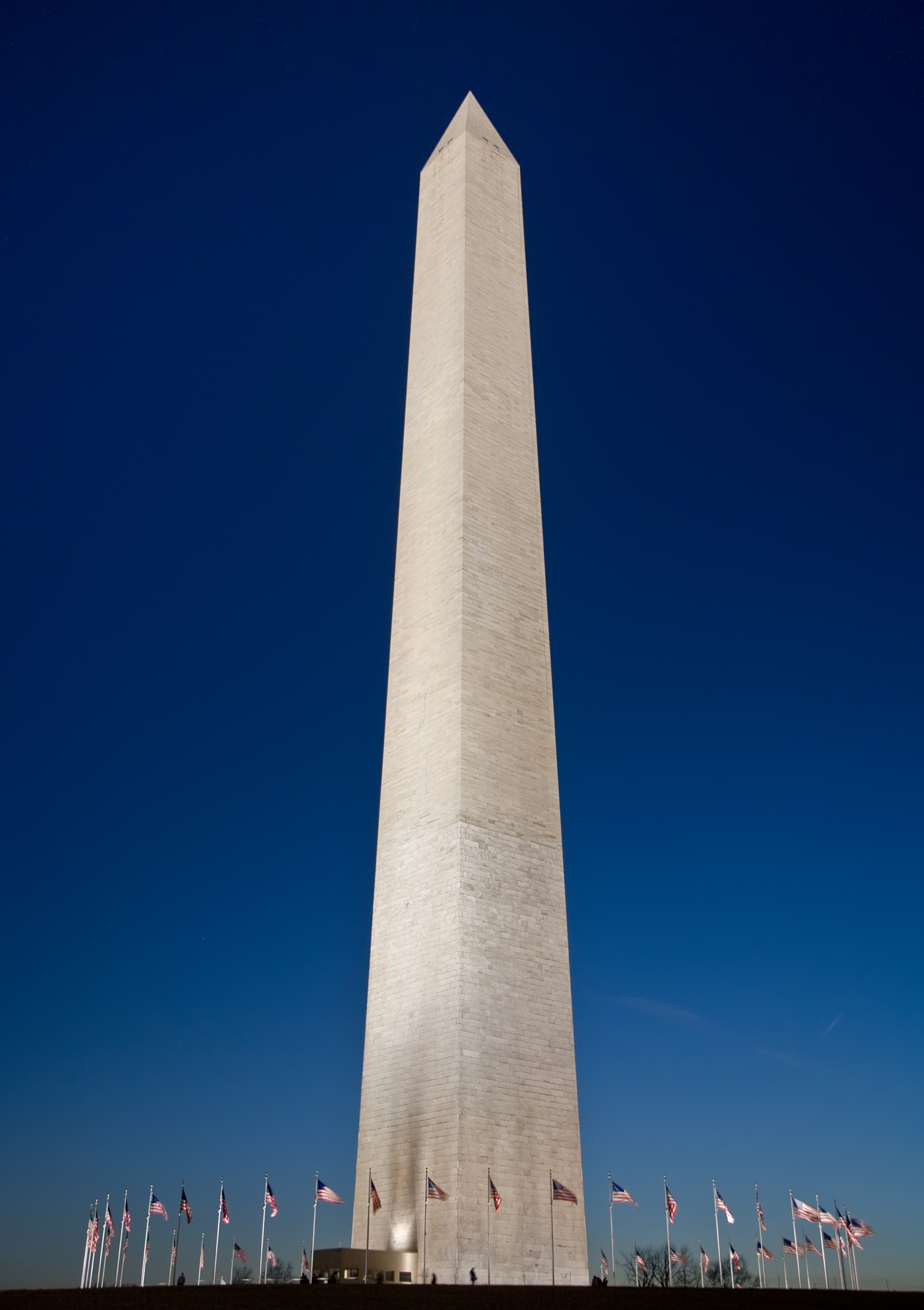
نصب واشنطن

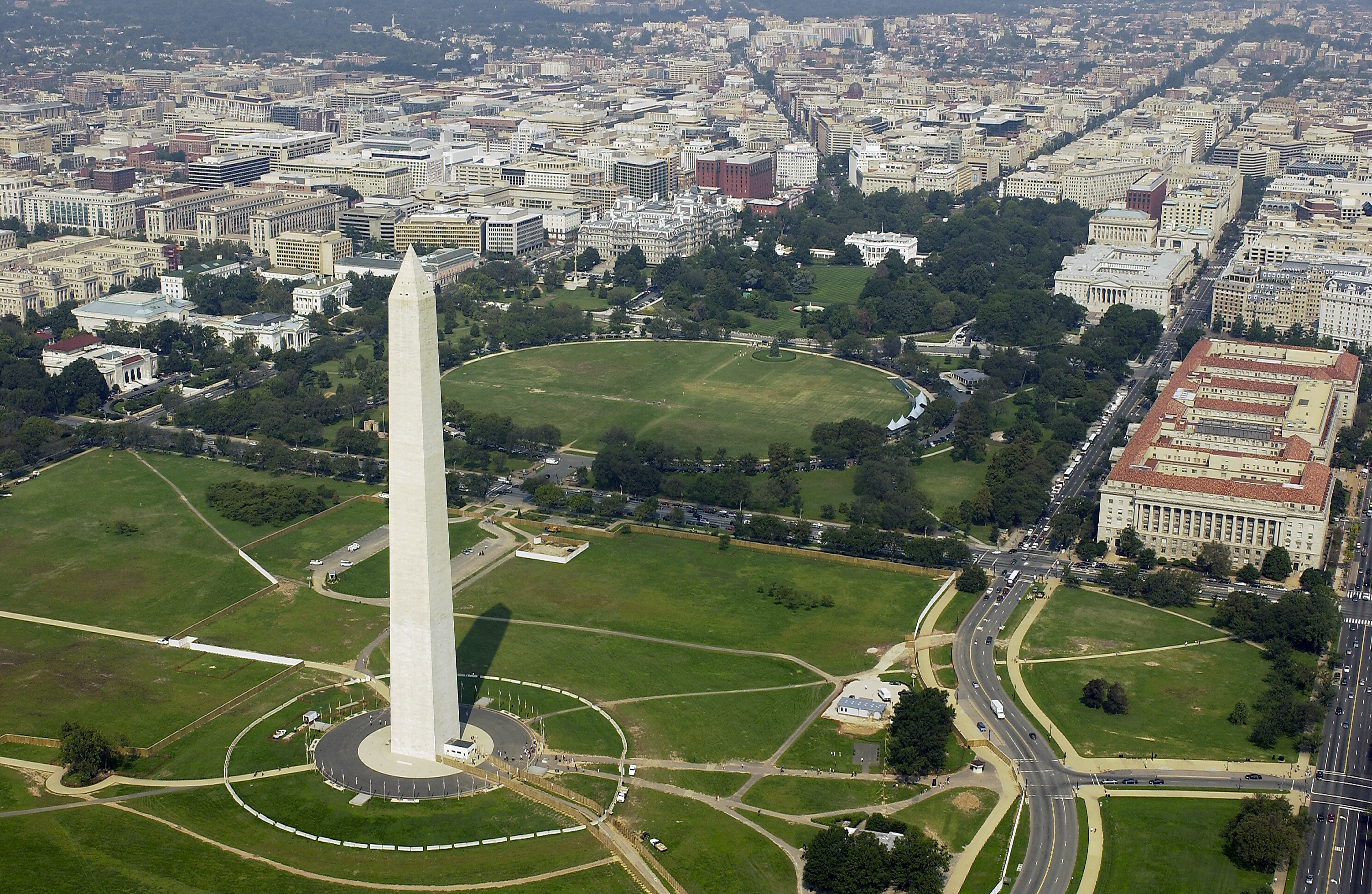
صورة لنصب واشنطن من الجو، ويظهر من وراءه البيت الأبيض

نصب واشنطن التذكاري عبارة عن مسلة ضخمة تم تشييدها تكريما لجورج واشنطن. وهي تحتل موقعا في مدينة واشنطن عاصمة الولايات المتحدة الأمريكية قرب نهر بوتوماك، عند منتصف المسافة تقريبا بين مبنى الكونغرس الأمريكي، ونصب لنكولن التذكاري.

يقع نصب واشنطن في منتزه ناشونال مول.

## نبذة
في عام 1833 بدأت الجمعية القومية لنصب واشنطن التذكاري، في جمع الأموال من أجل إقامة نصب تذكاري، وقام المعماري روبرت ميلز بعمل تصميم هذا النصب واعتمدت الحكومة المشروع. تم وضع حجر الأساس في 4 يوليو عام 1848. واكتمل البناء في 6 ديسمبر عام 1884. وتم تدشينه في 21 فبراير 1885.

## مقالات ذات صلة
- قائمة النصب التذكارية الوطنية في الولايات المتحدة الأمريكية